# Lijst van burgemeesters van Noord-Scharwoude
Dit is een lijst van burgemeesters van de voormalige Nederlandse gemeente Noord-Scharwoude. In 1941 fuseerde Broek op Langendijk, Oudkarspel, Noord- en Zuid-Scharwoude tot de gemeente Langedijk.
| Ambtsperiode | Naam burgemeester                  | Partij of stroming | Bijzonderheden                                                         |
| ------------ | ---------------------------------- | ------------------ | ---------------------------------------------------------------------- |
| 18?? - 1830  | Pieter (P.) Paarlberg              |                    |                                                                        |
| 1830 - 1843  | M. (Matthijs) Kroon (ca.1791-1866) |                    | tevens burgemeester van Oudkarspel (1825-1866)                         |
| 1843 - 1852  | D. de Geus                         |                    |                                                                        |
| 1852 - 1856  | Klaas (K.) Muntjewerff             |                    | tevens burgemeester van Zuid-Scharwoude (1850-1869)                    |
| 1856 - 1901  | C. (Cornelis) Kroon (1822-1902)    |                    | tevens burgemeester van Oudkarspel (1866-1899) zoon van Matthijs Kroon |
| 1901 - 1922  | C. Brinkman                        |                    |                                                                        |
| 1922 - 1941  | Jhr. Albertus Lourens van Spengler |                    | tevens burgemeester van Zuid-Scharwoude (1917-1941)                    |